# Cantón de Baignes-Sainte-Radegonde
El cantón de Baignes-Sainte-Radegonde era una división administrativa francesa, que estaba situada en el departamento de Charente y la región de Poitou-Charentes.

## Composición
El cantón estaba formado por ocho comunas:
- Baignes-Sainte-Radegonde
- Bors
- Chantillac
- Condéon
- Lamérac
- Le Tâtre
- Reignac
- Touvérac

## Supresión del cantón de Baignes-Sainte-Radegonde
En aplicación del Decreto nº 2014-195 de 20 de febrero de 2014, el cantón de Baignes-Sainte-Radegonde fue suprimido el 22 de marzo de 2015 y sus 8 comunas pasaron a formar parte del nuevo cantón de Charente-Sur.